# Ann Wauters
Pour les articles homonymes, voir Wauters.
Ann Wauters, née le 12 octobre 1980 à Saint-Nicolas, Belgique, est une joueuse de basket-ball belge, évoluant au poste d’intérieure, quatre fois vainqueur de l'Euroligue féminine.

## Biographie
Elle fait ses débuts professionnels à Valenciennes où elle est quatre fois championne de France et remporte deux fois l'Euroligue. Nommée en 2018 dans le meilleur cinq des 20 ans de la Ligue féminine de basket, elle explique « Pour moi, c’est à l’USVO que tout a commencé. C’était un bon moment aussi pour les clubs français, qui jouaient des Final Four en EuroLeague. Je suis très contente que le public s’en souvienne. Même avec tous les titres que j’ai gagnés, ça reste quelque chose de spécial, la rivalité avec Bourges, les grandes joueuses etc. On avait créé une culture de bosseuses. On voulait la même chose et en plus, on pouvait le partager avec le public. Je n’ai jamais oublié. »
Ann Wauters est devenue une intérieure dominante. Son rayonnement s’est confirmé en Russie auprès de Maria Stepanova et sur les parquets de la WNBA.
Elle stoppe prématurément sa saison 2010-2011 pour donner naissance à un enfant et rejoint l'année suivante Ros Casares Valence.
Elle signe ensuite au Galatasaray SK pour la saison 2012-2013 .
En février 2013, le Storm de Seattle annonce qu'elle ne participe pas à la saison WNBA 2013.
En mars 2013, elle annonce arrêter sa carrière en équipe nationale de Belgique.
Après la défaite d'Iekaterinbourg en demi-finale de l'Euroligue, elle annonce son retour en Ligue féminine de basket à Villeneuve-d'Ascq pour la saison 2014-2015 : «  J’ai une famille maintenant, trois enfants (...) L’entraîneur, Fred [Dusart] m’a contactée. Il sait qu’on habite à Courtrai, à vingt minutes de là (...) Et puis, à Villeneuve, je vais pouvoir être un peu plus leader (...) À Ekaterinbourg, j’avais un plus petit rôle. ». Dans le Nord, elle remporte l'Eurocoupe féminine 2015 avec 13,7 points et 6,7 rebonds de moyenne.
Au début de l'été 2015, elle manifeste son intention de jouer la saison suivante en Australie aux Canberra Capitals, puis participe ensuite avec l'équipe nationale belge au tournoi de basket 3x3 des Jeux européens 2015 à Bakou. Mais à la fin de l'été, elle abandonne son projet australien pour des raisons familiales et signe avec le club belge qualifié pour l'Euroligue du Castors Braine, pour son premier retour en club en Belgique depuis 1998. Elle joue la saison WNBA 2016 avec les Sparks de Los Angeles.
Les Sparks remportent le titre de champion de la saison WNBA 2016.
Elle interrompt un temps sa carrière après une blessure au genou pour intervenir au sein de l’Académie des Grandes mise en place au sein du club de Villeneuve d’Ascq. En novembre 2019, elle participe avec l’équipe nationale belge aux premières rencontres des qualifications pour l’Euro 2021, puis signe dans la foulée pour le club turc de Kayseri Kaski.
Après les Jeux de Tokyo, elle annonce sa retraite sportive.

## Vie personnelle
Elle vit avec Lot Wielfaert, ancienne basketteuse professionnelle, qu'elle a épousée en Belgique en 2007. Chacune a eu parallèlement un enfant en 2011. Début 2013 Lot Wielfaert donne naissance à un second enfant.

## Coaching
En  juillet 2015, elle est assistante d’Arvid Diels pour la Belgique au Mondial U19 féminin : « Depuis quelques années, je pense à devenir coach une fois ma carrière terminée. J’ai joué dans différentes équipes avec certaines des meilleures joueuses du monde et j’ai travaillé pour plusieurs coaches. Je veux maintenant partager cette expérience avec nos jeunes. »

## Palmarès

### En club
- Vainqueur de l’Euroligue : 2002, 2004, 2005, 2012.
- Vainqueur de l'Eurocoupe: 2015
- Finaliste de l’Euroligue : 2001, 2003, 2007
- Champion du monde des clubs : 2004, 2005
- Championne de France : 2001, 2002, 2003 et 2004
- Vice-championne de France : 1999, 2000 et 2015
- Championne de Russie : 2005, 2006, 2010, 2011, 2014[18].

- championne d'Espagne en 2012
- Vainqueur de la Coupe de Russie 2006, 2007, 2008, 2010
- Vainqueur de la Coupe de France : 2001, 2002, 2003 et 2004
- Vainqueur du Tournoi de la Fédération : 2002, 2003, 2004
- Vainqueur de l’Open LFB : 2003, 2004
- Coupe de Turquie : 2013[19]
- Vainqueur de l'Eurocoupe 2015[20]
- Championne WNBA 2016[12]

### En équipe nationale
- Médaille de bronze des Championnats du monde de basket-ball 3×3 2014
- Médaille de bronze au championnat d'Europe 2017 en République tchèque[21]

### Distinctions personnelles
- Meilleure joueuse du Final Four de l’Euroligue : 2001, 2002, 2003, 2004
- Meilleure étrangère de la LFB : 2001
- 1er choix de la Draft WNBA 2000 ;
- Élue meilleure joueuse de basket-ball européenne en 2001, 2002, 2004, 2005 et 2008[22] par un jury composé d'une centaine de journalistes, entraîneurs et joueurs européens. Deuxième meilleure joueuse de basket-ball européenne de l'année 2007 derrière Anete Jēkabsone-Žogota[23].
- 2e du "Free-Throw Pursuit Final" des championnats du monde de 3X3 2014 en Russie
- Meilleur cinq des 20 ans de la Ligue féminine de basket[4]